# Copa da Chéquia

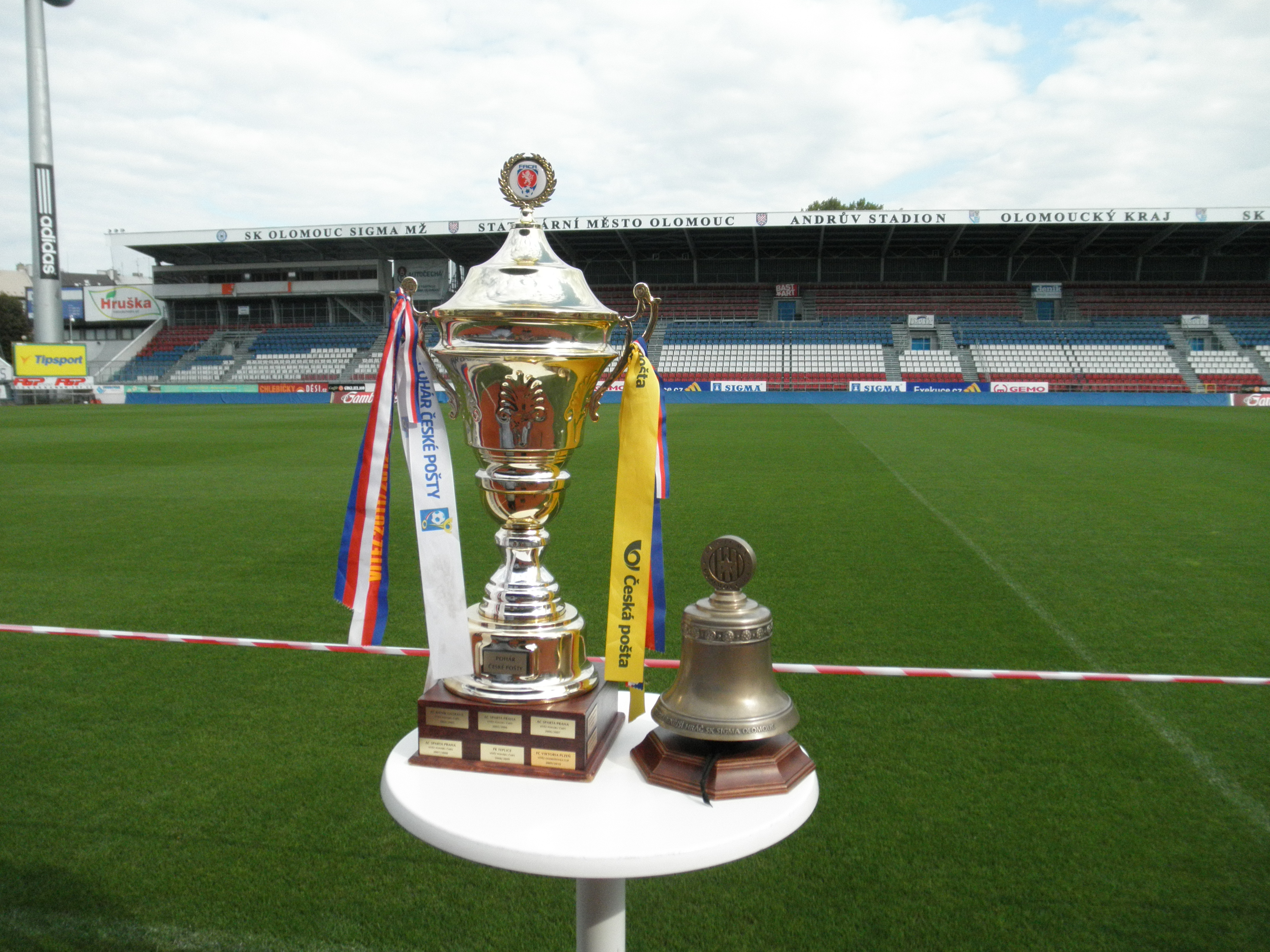
Copa da Tchéquia

A Copa da Tchéquia ou Chéquia é o segundo mais importante torneio de futebol na Tchéquia (atrás apenas do campeonato tcheco). O formato do torneio é de mata-mata, e tem início em disputas regionais.
O campeão ganha o direito de disputar a Copa da UEFA.

## História

### Copa da Caridade
Campetição mata-mata disputada por equipes de Praga.
- 1906    SK Smíchov
- 1907    SK Smíchov
- 1908    Slavia Praga B
- 1909    Sparta Praga
- 1910    Slavia Praga
- 1911    Slavia Praga
- 1912    Slavia Praga
- 1913    Viktoria Zizkov
- 1914    Viktoria Zizkov
- 1915    Sparta Praga
- 1916    Viktoria Zizkov

#### Títulos da Copa de Caridade
- Slavia Praga: 4
- Viktoria Zizkov: 3
- Sparta Praga: 2
- SK Smíchov: 2

### Copa da Boêmia Central
Criada em 1918, substituiu a Copa da Caridade, e era disputada na região da Boêmia Central.
- 1918    Sparta Praga
- 1919    Sparta Praga
- 1920    Sparta Praga
- 1921    Viktoria Zizkov
- 1922    Slavia Praga
- 1923    Sparta Praga
- 1924    Sparta Praga
- 1925    Sparta Praga
- 1925/26 Slavia Praga
- 1927    Slavia Praga
- 1927/28 Slavia Praga
- 1928/29 Viktoria Zizkov
- 1929/30 Slavia Praga
- 1930/31 Sparta Praga
- 1931/32 Slavia Praga
- 1932/33 Viktoria Zizkov
- 1933/34 Sparta Praga
- 1934/35 Slavia Praga
- 1935/36 Sparta Praga
- 1936/37  não disputada final entre Sparta e Slavia
- 1937/38   não organizado
- 1938/39   não organizado
- 1939/40 Viktoria Zizkov
- 1940/41 Slavia Praga
- 1941/42 AFK Bohemia

#### Títulos naBoêmia Central
- Sparta Praga: 9
- Slavia Praga: 8
- Viktoria Zizkov: 4
- Bohemians Praga: 1

### Copa do Protetorado da Boêmia e Morávia
- 1939/40 ASO Olomouc
- 1940/41 Slavia Praga
- 1941/42 Slavia Praga
- 1942/43 Sparta Praga
- 1943/44 Sparta Praga
- 1945    Slavia Praga
- 1945/46 Sparta Praga

#### Títulos noProtetorado
- Slavia Praga: 3
- Sparta Praga: 3
- SK Olomouc ASO: 1

### Copa da Tchecoslováquia
Os clubes tchecos disputaram a Copa da Tchecoslováquia de 1950 até 1993.

#### Títulos dos Clubes Tchecos na CopaTchecoslovaca
- Dukla Praga: 9
- Sparta Praga: 8
- Baník Ostrava: 3
- Tescoma Zlín*: 1
- 1.FC Brno: 1

-*Quando se chamava TJ Gottwaldov

### Copa Tcheca
Disputada na parte tcheca da Tchecoslováquia. O campeão disputava a final da Copa da Tchecoslováquia contra o vencedor da Copa da Eslováquia.
- 1960/61 Dukla Praga
- 1961-69   não disputada
- 1969/70 TJ Gottwaldov
- 1970/71 Skoda Plzen
- 1971/72 Sparta Praga
- 1972/73 Baník Ostrava
- 1973/74 Slavia Praga
- 1974/75 Sparta Praga
- 1975/76 Sparta Praga
- 1976/77 Sklo Union Teplice
- 1977/78 Baník Ostrava
- 1978/79 Baník Ostrava
- 1979/80 Sparta Praga
- 1980/81 Dukla Praga
- 1981/82 Bohemians Praga
- 1982/83 Dukla Praga
- 1983/84 Sparta Praga
- 1984/85 Dukla Praga
- 1985/86 Sparta Praga
- 1986/87 Sparta Praga
- 1987/88 Sparta Praga
- 1988/89 Sparta Praga
- 1989/90 Dukla Praga
- 1990/91 Baník Ostrava
- 1991/92 Sparta Praga
- 1992/93 Sparta Praga

#### Títulos na região tcheca da Tchecoslováquia
- Sparta Praga: 11
- Dukla Praga¹: 4
- Baník Ostrava: 4
- Bohemians Praga: 1
- Slavia Praga: 1
- Teplice: 1
- Viktoria Plzeň: 1
- TJ Gottwaldov²: 1

-¹ Hoje Marila Príban
-² Hoje Tescoma Zlín

### Copa da Tchéquia
Torneio mata-mata tcheco desde a independência do país, após a separação com a Eslováquia em 1993.
- 1993/94 Viktoria Zizkov
- 1994/95 SK Hradec Králové
- 1995/96 Sparta Praga
- 1996/97 Slavia Praga
- 1997/98 Jablonec
- 1998/99 Slavia Praga
- 1999/00 Slovan Liberec
- 2000/01 Viktoria Zizkov
- 2001/02 Slavia Praga
- 2002/03 Teplice
- 2003/04 Sparta Praga
- 2004/05 Baník Ostrava
- 2005/06 Sparta Praga
- 2006/07 Sparta Praga
- 2007/08 Sparta Praga
- 2008/09 Teplice
- 2009/10 Viktoria Plzeň
- 2010/11 Mladá Boleslav
- 2011/12 Sigma Olomouc
- 2012/13 Jablonec
- 2013/14 Sparta Praga
- 2014/15 Slovan Liberec
- 2015/16 Mladá Boleslav
- 2016/17 FC Fastav Zlín
- 2017/18 Slavia Praga
- 2018/19 Slavia Praga
- 2019/20 Sparta Praga

#### Títulos na Tchéquia
- Sparta Praga: 7
- Slavia Praga: 5
- Viktoria Žižkov: 2
- Teplice: 2
- Jablonec: 2
- Slovan Liberec: 2
- Mladá Boleslav: 2
- Baník Ostrava: 1
- SK Hradec Králové: 1
- Viktoria Plzeň: 1
- Sigma Olomouc: 1
- FC Fastav Zlín: 1